# أبهر ممتطي
الأبهَر المُمْتَطٍ أو الأبهَر المُمْتَطِي (بالإنجليزية: overriding aorta)‏ هو عَيبٌ قلبيّ خِلْقِيّ يتوضَّع فيه الأبهَر مُباشرةً فوق عَيبٍ حاجِزيٍّ بُطَينِيّ، بدلًا من أن يتوضَّع فوق البُطين الأيسَر. والنتيجة هي استقبال الأبهر لبعض الدَّم من البُطين الأيمَن فيحدث امتزاج للدم المؤكسَج وغير المؤكسَج، فينقص بذلك الأُكسجين الموصَل للأنسجة.
إنَّها واحدة من الاكتشافات الأربعة في رباعية فالو التقليديّة، والاكتشافات الثلاثة الأُخرى هي انْسِداد مَسْلَك تَدَفُّق البُطين الأيمن (غالبًا تَضَيُّق تحت رئويّ) وضَخامَة البُطين الأيمن وعيب حاجزيّ بُطينيّ.